# Vera Prada
Vera Cepeda Prada, född 21 juli 1974 på Lidingö, är en svensk koreograf. 

## Biografi
Vera Prada är gift med artisten Pablo Cepeda.
Tillsammans med Shirley Clamp och Jessica Marberger bildade de gruppen Shirley's Angels och var med i Melodifestivalen 2011 med bidraget "I Thought It Was Forever".

## Teater

### Roller (ej komplett)
| År   | Roll     | Produktion                                                                       | Regi             | Teater          |
| ---- | -------- | -------------------------------------------------------------------------------- | ---------------- | --------------- |
| 2002 | Judy     | A Chorus Line James Kirkwood, Nicholas Dante, Edward Kleban och Marvin Hamlisch  | Staffan Aspegren | Göteborgsoperan |
| 2003 | Ensemble | Victor/Victoria Blake Edwards, Leslie Bricusse, Henry Mancini och Frank Wildhorn | Anders Aldgård   | Oscarsteatern   |